# Leonów (powiat sochaczewski)
Leonów – wieś w Polsce położona w województwie mazowieckim, w powiecie sochaczewskim, w gminie Nowa Sucha.
Wieś wchodzi w skład sołectwa Kornelin-Leonów.
W latach 1975–1998 miejscowość należała administracyjnie do województwa skierniewickiego.